# Studio Gokumi
Studio Gokumi Co., Ltd. (яп. 株式会社Studio五組, Kabushiki-gaisha Sutajio Gokumi) — японська анімаційна студія, заснована колишніми учасниками Gonzo.

## Історія
Студія Gokumi, що буквально означає «Студія Група 5», була заснована в травні 2010 року після того, як учасники Studio Number 5 компанії Gonzo покинули її, щоб створити власну. Studio Number 5 у складі Gonzo відповідала за аніме-серіали Strike Witches і Saki.
Першою роботою Studio Gokumi стала OVA Koe de Oshigoto! наприкінці 2010 року. Навесні 2011 року вийшов A Channel – перший телевізійний аніме-серіал студії. Виробництво Saki перейшло до Studio Gokumi для сезону Saki: Achiga-hen, який транслювався з 9 квітня по 2 липня 2012 року.

## Праця

### Телесеріали
| Назва                                                 | Режисер(и)                 | Початок випуску   | Кінець випуску    | Еп  | Нотатки                                                                 |
| ----------------------------------------------------- | -------------------------- | ----------------- | ----------------- | --- | ----------------------------------------------------------------------- |
| A Channel                                             | Манабу Оно                 | 8 квітня, 2011    | 24 червня, 2011   | 12  | Адаптація манґи написаної bb Kuroda.                                    |
| Saki Achiga-hen episode of Side-A                     | Манабу Оно                 | 9 квітня, 2012    | 25 травня, 2013   | 16  | Адаптація манґи написаної Ritz Kobayashi.                               |
| Nakaimo – My Sister Is Among Them!                    | Муненорі Нава              | 6 липня, 2012     | 28 вересня, 2012  | 12  | Адаптація ранобе написаного Hajime Taguchi.                             |
| The Ambition of Oda Nobuna                            | Юудзі Камазава             | 9 липня, 2012     | 24 вересня, 2012  | 12  | Адаптація ранобе написаного Mikage Kasuga. спільна анімація з Madhouse. |
| The Severing Crime Edge                               | Юдзі Ямагучі               | 4 квітня, 2013    | 27 червня, 2013   | 13  | Адаптація манґи написаної Tatsuhiko Hikagi.                             |
| Kin-iro Mosaic                                        | Теншо                      | 6 липня, 2013     | 21 вересня, 2013  | 12  | Адаптація манґи написаної Yui Hara.                                     |
| Saki: The Nationals                                   | Манабу Оно                 | 5 січня, 2014     | 6 квітня, 2014    | 13  | продовження Saki.                                                       |
| Atelier Escha & Logy: Alchemists of the Dusk Sky      | Йошіакі Івасакі            | 10 квітня, 2014   | 26 червня, 2014   | 12  | За мотивами рольової відеогри компанії Gust Co. Ltd.                    |
| Yuki Yuna is a Hero                                   | Сейдзі Кіші                | 17 жовтня, 2014   | 26 грудня, 2014   | 12  | оригінальна робота Takahiro.                                            |
| Hello!! Kin-iro Mosaic                                | Теншо                      | 5 квітня, 2015    | 21 червня, 2015   | 12  | продовження Kin-iro Mosaic.                                             |
| Lance N' Masques                                      | Кьохеі Ішігуро             | 1 жовтня 2015     | 17 грудня 2015    | 12  | Адаптація ранобе написаного Hideaki Koyasu.                             |
| Pandora in the Crimson Shell: Ghost Urn               | Муненорі Нава              | 8 січня 2016      | 25 березня 2016   | 12  | Адаптація манґи написаної Masamune Shirow. спільна анімація з AXsiZ.    |
| Seiren                                                | Томокі Кобаяші             | 5 січня 2017      | 23 березня 2017   | 12  | оригінальна робота. спільна анімація з AXsiZ.                           |
| Tsuredure Children                                    | Хіраку Канеко              | 4 липня 2017      | 19 вересня 2017   | 12  | Адаптація манґи написаної Toshiya Wakabayashi.                          |
| Yuki Yuna is a Hero: Washio Sumi Chapter              | Сейдзі Кіші Дайсей Фукуока | 7 жовтня 2017     | 18 листопада 2017 | 7   | Приквел доYuki Yuna is a Hero;                                          |
| Yuki Yuna is a Hero: Hero Chapter                     | Сейдзі Кіші Дайсей Фукуока | 25 листопада 2017 | 6 січня 2018      | 6   | продовження Yuki Yuna is a Hero.                                        |
| Ms. Koizumi Loves Ramen Noodles                       | Кендзі Сето                | 4 січня 2018      | 22 березня 2018   | 12  | Адаптація манґи написаної Naru Narumi. спільна анімація з AXsiZ.        |
| Katana Maidens: Toji No Miko                          | Кодай Какімото             | 5 січня 2018      | 22 червня 2018    | 24  | За мотивами японської медіа-франшизи від Genco.                         |
| Ms. Vampire Who Lives in My Neighborhood              | Норіакі Акітая             | 5 жовтня 2018     | 21 грудня 2018    | 12  | Адаптація манґи написаної Amatou. спільна анімація з AXsiZ.             |
| Endro!                                                | Каорі                      | 12 січня 2019     | 30 березня 2019   | 12  | оригінальна робота.                                                     |
| Seton Academy: Join the Pack!                         | Хіроші Ікехата             | 7 січня 2020      | 24 березня 2020   | 12  | Адаптація манґи написаної Bungo Yamashita.                              |
| Maesetsu!                                             | Юу Нобута                  | 11 жовтня 2020    | 27 грудня 2020    | 12  | оригінальна робота. спільна анімація з AXsiZ.                           |
| Yuki Yuna is a Hero: The Great Mankai Chapter         | Сейдзі Кіші                | 2 жовтня 2021     | 18 грудня 2021    | 12  | продовження Yuki Yuna is a Hero: Hero Chapter.                          |
| World's End Harem                                     | Юу Нобута                  | 8 жовтня 2021     | 18 березня 2022   | 11  | Адаптація манґи написаної LINK. спільна анімація з AXsiZ.               |
| Phantom of the Idol                                   | Дайсей Фукуока             | 2 липня 2022      | 3 вересня 2022    | 10  | Адаптація манґи написаної Hijiki Isoflavone.                            |
| The Dreaming Boy Is a Realist                         | Кадзуомі Кога              | 4 липня 2023      | 19 вересня 2023   | 12  | Адаптація ранобе написаного Okemaru. спільна анімація з AXsiZ.          |
| Reborn as a Vending Machine, I Now Wander the Dungeon | Норіакі Акітая             | 5 липня 2023      | 20 вересня 2023   | 12  | Адаптація ранобе написаного Hirukuma. спільна анімація з AXsiZ.         |
| Stardust Telepath                                     | Каорі                      | 9 жовтня 2023     | 25 грудня 2023    | 12  | Адаптація манґи написаної Rasuko Ōkuma.                                 |
| I Got Married to the Girl I Hate Most in Class        | Хіроюкі Осіма              | 3 січня 2025      | TBA               | TBA | Адаптація ранобе написаного Seiju Amano. спільна анімація з AXsiZ.      |
| Necronomico no Cosmic Horror Show                     | Масато Мацуне              | 2025              | TBA               | TBA | оригінальна робота.                                                     |

### Фільми
| Назва                                    | Режисер(и)                     | Дата випуску                                                                 | нотатки                                                           |
| ---------------------------------------- | ------------------------------ | ---------------------------------------------------------------------------- | ----------------------------------------------------------------- |
| Pandora in the Crimson Shell: Ghost Urn  | Муненорі Нава                  | 5 грудня 2015                                                                | Екранізація серії манґи Масамуне Шіроу. спільна анімація з AXsiZ. |
| Yuki Yuna is a Hero: Washio Sumi Chapter | Сейдзі Кіші Дайсей Фукуока     | 18 березня 2017 (частина 1) 15 квітня 2017 (частина 2) 8 липня 2017 (part 3) | ПродовженняYuki Yuna is a Hero.                                   |
| Laidbackers                              | Кійоміцу Сато Хіроюкі Хасімото | 5 квітня 2019                                                                | Оригінальна робота                                                |
| Kin-iro Mosaic: Thank You!!              | Муненорі Нава                  | 20 серпня 2021                                                               | Сиквел до Hello!! Kin-iro Mosaic. спільна анімація з AXsiZ.       |
| Iris the Movie: Full Energy!!            | Хіроші Ікехата                 | 17 травня 2024                                                               | Оригінальна робота                                                |

### OVA
| Назва                          | Режисер(и)   | Дати випуску                     | Нотатки                                                           |
| ------------------------------ | ------------ | -------------------------------- | ----------------------------------------------------------------- |
| Koe de Oshigoto! The Animation | Наото Хосода | 17 листопада 2010–11 травня 2011 | Адаптація манґи написаної Azure Konno.                            |
| A Channel + smile              | Манабу Оно   | 21 березня 2012–27 вересня 2017  | Сиквел A Channel.                                                 |
| Saki Biyori                    | Манабу Оно   | 25 липня 2015–27 вересня 2017    | Адаптація манґи написаної Ritz Kobayashi.                         |
| Kin-iro Mosaic: Pretty Days    | Теншо        | 12 листопада 2016                | Епізод OVA серіалу Kin-iro Mosaic. Спільна анімація з with AXsiZ. |